# St. Ludwig mit Eichbergviertel
St. Ludwig mit Eichbergviertel bezeichnet einen Statistischen Bezirk in Darmstadt-Mitte.

## Infrastruktur und Sehenswürdigkeiten
- Georg-Büchner-Platz
- Moller-Haus
- Schader-Stiftung
- Staatstheater Darmstadt
- St. Ludwig
- Synagoge Darmstadt